# Alessandro Michieletto
Alessandro Michieletto (Desenzano del Garda, 5 dicembre 2001) è un pallavolista italiano, schiacciatore della Trentino.

## Biografia
È figlio dell'ex pallavolista Riccardo Michieletto, mentre sua mamma Eleonora era una cestista: ha due sorelle, Francesca e Annalisa, entrambe pallavoliste, e un fratello, Andrea.

## Carriera

### Club
Cresciuto a livello giovanile come libero, la carriera di Alessandro Michieletto inizia nella stagione 2015-16 con la Trentino, disputando il campionato di Serie D: con lo stesso club, nelle due annate successive, partecipa alla Serie C, mentre, nella stagione 2018-19, è in Serie B, ottenendo anche qualche convocazione in prima squadra, con la quale esordisce durante una partita valida per la Coppa CEV, contro l'Amriswil. Con la seconda squadra della Trentino, nella stagione 2019-20, gioca in Serie A3: esordisce nella stessa annata, inoltre, con la prima squadra, anche in Superlega, durante la prima giornata, contro la Porto Robur Costa, per poi passare dall'annata 2020-21 definitivamente alla squadra di Superlega, vincendo la Supercoppa italiana 2021, due scudetti e la Champions League 2023-24, dove è nominato MVP.

### Nazionale
Nel 2017 viene convocato nella nazionale under 17 italiana e nel 2018 nella nazionale under 18, con cui vince la medaglia di bronzo al campionato europeo; nel 2019 è in quella under 19, conquistando la medaglia d'oro sia al XV Festival olimpico estivo della gioventù europea che al campionato mondiale. Nel 2020 si aggiudica l'argento al campionato europeo con la selezione under 20, dove ottiene il riconoscimento di miglior giocatore, mentre l'anno successivo è nella nazionale under 21, vincendo la medaglia d'oro al campionato mondiale, premiato nuovamente come MVP.
Nel 2021 ottiene le prime convocazioni nella nazionale maggiore: nello stesso anno partecipa ai Giochi della XXXII Olimpiade di Tokyo e vince la medaglia d'oro al campionato europeo, dove è premiato come miglior schiacciatore. Nel 2022, invece, si aggiudica l'oro al campionato mondiale, nel 2023 l'argento al campionato europeo e nel 2025 l'argento alla Volleyball Nations League, riconosciuto come miglior schiacciatore.

## Palmarès

### Club
- Campionato italiano: 2

2022-23, 2024-25
- Supercoppa italiana: 1

2021
- CEV Champions League: 1

2023-24

### Nazionale (competizioni minori)
- Campionato europeo under 18 2018
- Festival olimpico estivo della gioventù europea 2019
- Campionato mondiale under 19 2019
- Campionato europeo under 20 2020
- Campionato mondiale under 21 2021
- Memorial Hubert Wagner 2023

### Premi individuali
- 2020 - Campionato europeo under 20: MVP
- 2021 - Campionato europeo: Miglior schiacciatore
- 2021 - Campionato mondiale under 21: MVP
- 2021 - Campionato mondiale per club: Miglior schiacciatore
- 2022 - Campionato mondiale per club: Miglior schiacciatore
- 2023 - Memorial Hubert Wagner 2023: Miglior ricevitore[14]
- 2024 - Champions League: MVP
- 2024 - Campionato mondiale per club: Miglior schiacciatore[15]
- 2025 - Superlega: MVP
- 2025 - Volleyball Nations League maschile: Miglior schiacciatore